# Karl Cook
Karl Cook (25 de dezembro de 1990) é um ginete estadunidense.

## Vida pessoal e carreira
Karl Cook nasceu em 25 de dezembro de 1990, filho do empresário bilionário Scott Cook (cofundador da Intuit) e Signe Ostby.
Cook começou a namorar a atriz Kaley Cuoco no final de 2016. Eles ficaram noivos em 30 de novembro de 2017, aniversário de 32 anos de Cuoco, e se casaram em 30 de junho de 2018.Em setembro de 2021, o casal anunciou sua separação, e em junho de 2022, seu divórcio foi finalizado. Em 2022, Cook começou a namorar a empresária Mackenzie Drazan. Eles ficaram noivos em 20 de junho de 2023, e se casaram em 20 de abril de 2024.
Nos Jogos Olímpicos de Verão de 2024, em Paris, França, conquistou a medalha de prata na disputa de saltos por equipes.